# Omar El Yazidi
Omar El Yazidi (Nîmes, 24 aprile 1995) è un taekwondoka francese.

## Palmarès
- Europei

Montreux 2016: bronzo nei +87 kg.